# Alternative Software
Alternative Software è un'azienda britannica editrice e in parte sviluppatrice di videogiochi, fondata nel 1985. Nei primi anni di attività era specializzata nei giochi a basso costo, originali o riedizioni, per home computer a 8 bit (principalmente ZX Spectrum, Commodore 64, Amstrad CPC) e successivamente anche a 16 bit (Amiga, Atari ST), divenendo uno dei principali editori britannici in questo campo. Pubblicò anche con diversi altri marchi di sua proprietà, tra cui Summit e Again Again, e possedette lo studio di sviluppo Bizarre Developments. Negli anni '90 si occupò anche di giochi per PC (MS-DOS/Windows) e a fine decennio si spostò su altri generi di software, per poi riprendere con i videogiochi dal 2003, sebbene con quote di mercato molto più basse rispetto al passato.

## Storia

### Origini
Il proprietario e amministratore di Alternative Software da oltre trent'anni è Roger Hulley (1954). Alla fine degli anni '70 Hulley era laureato in biologia, ma appassionato di musica; lavorò infatti all'editrice musicale HMV, poi fu general manager per il nord Inghilterra della catena di negozi di dischi Fox's, dove fece espandere gli affari anche ai videogiochi, introducendo la vendita di cartucce per Atari VCS. Nel 1984 lasciò quel lavoro per cercare di entrare nell'editoria di videogiochi, e iniziò con la gestione della nuova azienda di distribuzione R&R.
L'etichetta Alternative Software venne creata in origine da Mick Robinson e Martyn Brown, che poi saranno tra i cofondatori di Team17, per pubblicare autonomamente Henry's Hoard, un gioco a piattaforme per ZX Spectrum. Henry's Hoard, ispirato a Jet Set Willy, era stato realizzato da Brown e da un suo amico mentre erano al college, e venne commercializzato inizialmente dal negozio di Robinson.
Nell'intento di aumentarne le vendite, Mick Robinson propose a Roger Hulley la distribuzione di Henry's Hoard con la R&R. Hulley invece vide la sua occasione per entrare nell'editoria e si accordò per acquisire tutte le scorte del gioco, la sua proprietà intellettuale e il nome Alternative Software. Il prezzo di vendita delle cassette venne abbassato da £4,95 a £1,99, che fu il prezzo tipico di tutti i primi titoli dell'azienda. Il secondo gioco fu lo sparatutto Pheenix, un clone dell'arcade Phoenix, pubblicato in precedenza da un'altra azienda e acquisito dall'Alternative verso la fine del 1985, con l'obiettivo di farli uscire entrambi sul mercato natalizio. La nuova Alternative aveva sede a Pontefract e, almeno nei primi anni, era una sussidiaria della R&R.
Secondo Hulley si sospettò che l'edizione originale di Henry's Hoard di Brown e Robinson avesse avuto poco successo anche a causa della confezione. Per questo l'Alternative si rivolse al Design Council, un ente promotore del design britannico, e ottenne un piccolo sussidio per migliorare le confezioni. Per Natale 1986 vennero ripubblicati i primi due giochi, insieme a due novità (Howzat!, riedizione di un gioco di cricket per Spectrum, e Night Strike, sparatutto per Electron), con nuove copertine e un nuovo logo, con la sigla "AS" resa artisticamente in un riquadro blu (diverso dal logo attuale). Alcune fonti datavano la nascita dell'Alternative proprio a dicembre 1986.
Dave Palmer, ex dipendente della Alligata, fu assegnato a gestire stampa e produzione, mentre Hulley si concentrò su sviluppo e ricerca dei nuovi prodotti (Palmer lasciò poi l'azienda nel 1988 per fondare la Hi-Tec Software).

### Espansione e successo
Le edizioni di Natale 1986 ebbero molto successo e l'Alternative iniziò una rapida espansione nel 1987, producendo molte riedizioni, come la serie Danger Mouse o Everyone's a Wally, e vari giochi originali. La riedizione di Run for Gold divenne il primo titolo dell'Alternative a raggiungere il n° 1 nelle classifiche di vendita.
Nel 1987 venne fondata un'etichetta secondaria, Summit, dedicata ai prodotti a prezzo più alto, secondo Hulley perché i giochi economici a £1,99 rendevano un margine molto basso, specialmente quando si compravano i diritti di riedizione di vecchi titoli. Il nome Summit ("vetta") deriva da Sum-it, un gioco di carte ideato con successo negli anni '30 dal padre di Hulley, Frederick, e poi acquisito da Waddingtons. Poiché il gioco di carte era basato sulle monete britanniche pre-decimali, l'Alternative organizzò un concorso a premi promozionale in cui si doveva convertire in pre-decimali il prezzo dei giochi Summit. Il primo titolo Summit fu Art Master per Spectrum, non un videogioco ma un programma di grafica, venduto a £9,95, ma il suo successo non fu granché, e ciò convinse l'Alternative ad assestare la linea Summit su prezzi medi, da £2,99 in su. L'idea di Hulley era anche di dedicare il marchio principale ai giocatori più giovani e Summit ai più maturi, ad esempio usando quest'ultimo per i giochi di strategia.
In questo periodo l'Alternative si serviva di un impianto di duplicazione delle cassette appartenente a un fornitore di Dewsbury, e per ridurre i costi di produzione si decise di acquistare quella stessa apparecchiatura così da realizzare anche la duplicazione in proprio.
All'inizio del 1988 la rivista Crash definì Alternative l'editrice economica molto vicina ai vertici delle classifiche di vendita, senza fare tutto il baccano che facevano le rivali Mastertronic o Code Masters. Nelle riedizioni, Alternative cambiava spesso le copertine, includendo regolarmente anche screenshot sul retro, e talvolta cambiava anche i titoli, poiché si dava molta importanza alla presentazione per vendere bene. All'epoca ogni riedizione vendeva di solito tra le 40 000 e le 100 000 copie.
Nel corso del 1988 Alternative è stata per molte settimane in cima alle classifiche britanniche Gallup, con una quota di mercato media da giugno a circa novembre dell'11,2%, seguita dalla Mastertronic con il 10,5%.
Nel 1988 Alternative fondò un proprio studio di sviluppo interno, Bizarre Developments. Lo studio sviluppò molti dei titoli originali dell'Alternative in questo periodo, parallelamente alla Enigma Variations Ltd e a Keith Goodyer. Alla Bizarre sono esplicitamente accreditati in particolare alcuni giochi a 8 bit usciti nei primi anni '90.
Nel 1988 uscì anche il primo titolo a 16 bit dell'Alternative, Night Walk per Amiga e Atari ST, un clone di Ghosts 'n Goblins.
Nell'estate 1988 ci fu una controversia con la concorrente Code Masters, che aveva pubblicato sul settimanale Computer Trade Weekly una pubblicità con la frase a doppio senso Avoid Inferior Alternatives ("evita alternative inferiori"). Poco tempo dopo, su richiesta dell'Alternative, la Code Masters pubblicò delle scuse sullo stesso periodico.
In questo periodo l'azienda decise anche di puntare sul mercato dei videogiochi educativi o comunque rivolti ai più piccoli, che nel 1988 appariva ancora limitato nella quantità, e il poco che c'era era costoso. Si pensò allora di acquisire licenze di programmi televisivi per bambini, per realizzare sia giochi d'azione sia software educativo su di essi. Venne contattata per prima l'azienda di Britt Allcroft, che possedeva Il trenino Thomas, ma non erano interessati. La prima licenza si ottenne dalla BBC nel 1989 per produrre Postman Pat, tratto da Il postino Pat. In seguito al successo che ebbe Postman Pat, si ritentò e si riuscì a trovare un accordo anche per Thomas the Tank Engine e per molti altri. Nel 1990 venne lanciata la linea educativa Friendly Learning, con titoli di Il trenino Thomas e di Sooty & Sweep.
Nel 1989 venne lanciata un'altra etichetta dedicata ai titoli a prezzo pieno, Again Again, che debuttò con The Munsters. Il lancio avvenne due mesi dopo che anche la concorrente Code Masters era entrata nel mercato dei giochi più costosi, ma Alternative dichiarava che si trattava di una coincidenza. Il nome appariva ispirato a quelli di gruppi musicali in voga come Duran Duran e Wet Wet Wet. Il nome e logo di Again Again erano a volte indicati come marchi della Tiger Developments (Entertainment) Ltd., azienda poco nota, che sembra fosse comunque strettamente legata all'Alternative.
Nel 1990 ci fu il lancio della lunga serie di raccolte 4 Most, ciascuna formata da quattro titoli per 8 bit già pubblicati in precedenza e con una certa tematica comune.
Entro il 1990 Alternative raggiunse una quota di mercato del 17% per quanto riguarda i videogiochi a basso costo. Nel 1993 Dalek Attack è il primo prodotto Alternative pubblicizzato in televisione.

### Sviluppi successivi
Nei primi anni '90 i giochi Alternative per gli ormai datati computer a 8 bit vendevano ancora bene, ma i rivenditori al dettaglio iniziarono a non volerli più trattare, a cominciare da WHSmith, che secondo Hulley abbandonò il settore fin troppo presto. Alternative dovette perciò concentrarsi sui più evoluti Amiga e Atari ST, ma per questi sistemi l'azienda era solita produrre molti meno titoli e a costi più elevati.
Non si tentò mai di entrare nel mercato dei giochi per console, perché produrre software per queste piattaforme costava molto ed era troppo rischioso per una realtà relativamente piccola come l'Alternative. L'attenzione si spostò invece progressivamente verso i giochi per PC. Nel 1992-1993 Alternative pubblicò diverse conversioni per MS-DOS dei propri giochi per home computer. Nel 1995 l'azienda investì nella creazione dello studio di sviluppo Charybdis di Nottingham, con il quale realizzarono tre titoli esclusivi per PC (MS-DOS/Windows), dei quali solo Super League Pro Rugby ebbe buon successo.
Alternative subì un grave colpo il 21 settembre 1997, quando un incendio doloso si propagò da un vicino deposito di altra proprietà alla sede dell'azienda. Andarono distrutti gli uffici, il magazzino e gli impianti di duplicazione dei dischi. Sul momento, al personale sembrava che questa fosse la fine dell'azienda.
Dopo l'incidente l'azienda dovette inventarsi qualcosa per riprendersi in fretta. La produzione di videogiochi con etichetta Alternative si interruppe. I programmatori interni, al momento scarichi di lavoro, vennero messi a sviluppare screensaver, più che altro per tenersi occupati. Tuttavia i risultati furono notevoli, e proprio da questi venne l'idea di realizzare CD-ROM interattivi dedicati a specifiche squadre di calcio della Premier League, che uscirono con la nuova etichetta Premier Sports dal 1998. Insieme ad altri prodotti correlati, la linea vendette bene e permise all'Alternative di sopravvivere, sebbene il personale avesse passato i primi sei mesi di lavoro dopo l'incendio praticamente sotto un telone.
L'etichetta Premier Sports cominciò a declinare entro un paio d'anni, ma nel frattempo era stata stabilita un'altra linea di software, di tipo grafico creativo per bambini. Già dai primi anni '90 Alternative aveva prodotto libri da colorare elettronici, dei quali il più riuscito era Playdays Paint per Amiga del 1996. In seguito vennero prodotti programmi di creatività grafica (serie Paint & Create, Activity Studio, Creative Studio) basati con licenza su film di grande successo, a cominciare dalla serie Il Signore degli Anelli e proseguendo con altre come Madagascar e Shrek. Questi software furono un successo, specialmente quando legati a specifiche promozioni di stampanti, ad esempio nel caso di Harry Potter Activity Print Studio, venduto con le stampanti Canon.
Il ritorno ai videogiochi veri e propri ci fu nel 2003 con Rugby League per PlayStation 2 e Xbox, primo titolo di una serie sul rugby a 13, in associazione con l'australiana Tru Blu Entertainment. L'edizione europea, sulla Super League, venne coprodotta dalla Alternative.
Nel 2003 inoltre la sede dell'azienda venne spostata da Pontefract a Castleford.
Al 2020 la società è ancora attiva e pubblica titoli per PC, console e dispositivi mobili, di propria creazione o di sviluppatori indipendenti, in buona parte sportivi e specialmente di rugby (Hulley è stato tra l'altro vicepresidente per 10 anni della squadra di rugby Castleford Tigers). L'azienda è molto più piccola, in termini di quote di mercato, rispetto al suo periodo d'oro. Comunque nel 2015 Hulley sosteneva di avere un buon fatturato e in particolare Rugby League Live 3 raggiunse il nono posto nella classifica settimanale britannica.

## Videogiochi
La rivista britannica Retro Gamer mette tra i migliori giochi storici Pheenix (Spectrum), Skool Daze (Spectrum), Reckless Rufus (C64), Bangers & Mash (Spectrum), Galactic Warrior Rats (Amiga) e The Quivering (PC).
Seguono elenchi estensivi, ma forse non esaustivi, dei videogiochi pubblicati, suddivisi per etichetta utilizzata.

### Alternative Software

#### Originali
Giochi usciti per la prima volta con marchio Alternative, in alcuni casi anche sviluppati dallo studio interno dell'azienda.
- Aftermath (1988) clone di Missile Command per Amstrad, C64, Spectrum
- 'Allo 'Allo! Cartoon Fun! (1993) per Amiga
- Arthur Noid (1988) per C16
- Bangers & Mash (1992) per Amstrad, C64, Spectrum
- BMX Ninja (1988) per Amstrad, C64, Spectrum
- Bully's Sporting Darts (1992) per Amiga, Amstrad, Atari ST, C64, DOS, Spectrum
- California Run (1988) per Atari 8-bit
- Combat Zone (1987) per Amstrad, C64, Spectrum
- Count Duckula (1989) per Amiga, Amstrad, Atari ST, C64, Spectrum
- Count Duckula 2 (1992) per Amiga, Amstrad, Atari ST, C64, Spectrum
- Dalek Attack (1992) per Amiga, Atari ST, C64, DOS, Spectrum; sembra essere l'unico gioco pubblicato anche con l'etichetta Admiral Software
- Death Before Dishonour (1987) per Spectrum
- Death Mask (1994) per Amiga, Amiga CD32
- Dinosaur Detective Agency (1993) per Amiga, DOS
- Double Dare (1991) per Amstrad, Atari ST, C64, Spectrum
- Druids Moon (1987) per C64, Spectrum
- Endzone (1987) per Amstrad, C64, Spectrum
- Excalibur: Sword of Kings (1987) per Spectrum
- The Final Gate (1996) per Amiga CD32
- Fireman Sam (1991) per Amstrad, C64, Spectrum
- Football Frenzy (1987) per Amstrad, C64, Spectrum
- For Gold or Glory (1988) per Amstrad, C64, Spectrum
- Grid Iron 2 (1989) per Amstrad, BBC Micro, C64, Electron, Spectrum
- Henry's Hoard (1985) per Spectrum
- Hideous (1992) per Amstrad, C64, Spectrum
- Huckleberry Hound in Hollywood Capers (1993) per Amiga, Atari ST, DOS
- Humm-Dinger (1988) per C64
- Huxley Pig (1990) per Amstrad, C64, Spectrum
- Kentucky Racing (1990) per Amstrad, C64, Spectrum
- Lethal (1988) per C64
- License to Kill (1986) per Electron
- Life-Term (1987) per Amstrad, C64, Spectrum
- Magic Rufus (1993) per C64
- Metalyx (1987) per Amstrad, Spectrum
- Microball (1986) per Amstrad, BBC Micro, C64, Electron, Spectrum
- Mystery of the Indus Valley (1988) per Amstrad, C64, Spectrum
- NEIL Android (1988) per Amstrad, C64, Spectrum
- Night Strike (1985) per Electron
- Night Walk (1988) per Amiga, Atari ST
- The Official Father Christmas (1989) per Amstrad, C64, Spectrum
- Operation Fireball (1987) per C64
- Pirates in Hyperspace (1987) per C64
- Pixie and Dixie (1993) per Amiga, Atari ST
- Playdays Paint (1996) per Amiga
- Popeye 2 (1991) per Amiga, Amstrad, Atari ST, C64, DOS, Spectrum
- Popeye 3: WrestleCrazy (1992) per Amiga, Amstrad, C64, Spectrum
- Postman Pat (1989) per Amiga, Amstrad, Atari ST, C64, Spectrum
- Postman Pat 2 (1989) per Amstrad, C64, Spectrum
- Postman Pat 3: To the Rescue (1992) per Amiga, Amstrad, Atari ST, C64, DOS, Spectrum
- Project Paradise (1997?) per MS-DOS
- Pro Mountain Bike Simulator (1989) per Amstrad, Atari 8-bit, C64, Spectrum
- Protium (1988) per C64
- Punch & Judy (1989) per Amstrad, C64, MSX, Spectrum
- The Quivering (1998) per DOS, Windows
- Ready Steady Go (1988) per Spectrum
- The Real Stunt Experts (1989) per Amstrad, C64, Spectrum
- Reckless Rufus (1992) per Amstrad, C64, Spectrum
- Revolver (1988) per Amstrad, Spectrum
- Rik the Roadie (1988) per Amstrad, BBC Micro, C64, Electron, Spectrum
- Round Ones (1988) per BBC Micro, Electron
- Rugby Boss (1989) per Amstrad, C64, Spectrum
- Scare Bear (1987) per C64
- Slug (1987) per Amstrad, C64, Spectrum
- S.M.A.S.H.E.D. (1987) per Amstrad, C64, Spectrum
- Snapperazzi (1993) per Amiga
- Soccer Challenge (1990) per Amstrad, C64, Spectrum
- Sooty & Sweep (1989) per Amiga, Amstrad, Atari ST, C64, DOS, Spectrum
- Spud! (1996) per DOS, Windows
- Star Wreck (1987) per Amstrad, C64, Spectrum
- Suburban Commando (1993) per Amiga, C64, DOS
- Super League Pro Rugby (1996) per DOS
- SuperTed: The Search for Spot (1990) per Amstrad, C64, Spectrum
- Thomas the Tank Engine (1990) per Amiga, Amstrad, Atari ST, C64, DOS, Spectrum
- Thomas the Tank Engine 2 (1993) per Amiga, Atari ST
- Thomas the Tank Engine and Friends Pinball (1995) per Amiga, Amiga CD32, DOS
- Tracksuit Manager 2 (1996) per Amiga
- Video Pinball (1987) per BBC Micro, Electron
- Wiz-Biz (1987) per Amstrad, C64, Spectrum
- The Wombles (1990) per Amstrad, C64, Spectrum
- Wrangler (1989) per Amiga, Atari ST

#### Riedizioni
Videogiochi già pubblicati in precedenza da altre aziende, almeno per alcune delle piattaforme, e ripubblicati a basso costo dall'Alternative. Date e piattaforme si riferiscono alle edizioni Alternative.
- Aliens: The Computer Game (1990) per C64, Spectrum
- Andy Capp (1990) per C64, Spectrum
- Back to Skool (1988) per Spectrum
- Bangkok Knights (1988?) per C64
- Bargain Basement!!! (1987?) per Spectrum
- The Big Sleaze (1987) per Spectrum
- Big Trouble in Little China (1990) per Amstrad, C64, Spectrum
- Bug Eyes II (1988) per BBC Micro, Electron
- Butch: Hard Guy (1987) per Spectrum
- Castle Top (1987) clone di Hunchback per Atari 8-bit
- Caveman, ex Caveman Capers (1986?) per Electron
- Championship Baseball (1990) per Spectrum
- Championship Sprint (1990) per Spectrum
- The Colour of Magic (1988) per C64, Spectrum
- Combat Lynx (1990) per BBC Micro, Electron
- Confuzion (1987) per Amstrad CPC, BBC Micro, C64, Electron, Spectrum
- Crazy Er*bert (1987) clone di Q*Bert per Amstrad, BBC Micro, C64, Electron, Spectrum
- Crazy Paving (1988) per C64
- Cricket Crazy (1988) per Amstrad, C64, Spectrum
- Cricket International, ex Tim Love's Cricket (1988) per Amstrad, C64
- Danger Mouse in Double Trouble (1987) per Amstrad, C64, Spectrum
- Danger Mouse in Makin' Whoopee (1987?) per Amstrad, Spectrum
- Danger Mouse in the Black Forest Chateau (1986) per MSX, Spectrum
- Dead or Alive (1987) per Amstrad, BBC Micro, C64, Electron, Spectrum
- Desmond's Dungeon (1988) per Atari 8-bit
- Doombase (1987) per Spectrum
- Electra 9000, ex Lunar Attack (1987) per Spectrum
- Eliminator (1988) per Spectrum
- Everyone's a Wally (1987) per Amstrad, Spectrum
- Fiends, ex Space Fiends (1987) per C16
- Flight Simulator (1987) per Amstrad
- Firestorm (1986) per Spectrum
- Formula One (1988) per Amstrad, Spectrum
- Frak! (1986?) per BBC Micro, Electron
- Freddy Hardest (1989) per C64, MSX, Spectrum
- Galactic Games (1990) per Amstrad, C64, Spectrum
- Graham Gooch's Match Cricket (1988) per Amstrad, Electron, Spectrum
- Grandmaster Chess (1988) per C64, include anche Renaissance
- Gunboat (1988?) per Amstrad, C64, Spectrum
- High Steel (1993) per Amstrad, Atari ST, Spectrum
- Howard the Duck (1987) per Amstrad, C64, Spectrum
- Howzat! (1987) per Spectrum
- Hysteria (1989) per C64, Spectrum
- Implosion (1989) per C64, Spectrum
- Indoor Soccer o Sport Spectacular (1987) per Amstrad, BBC Micro, C16, Electron, Spectrum
- Invaders 2 (1987?) clone di Space Invaders per Amstrad
- Jaws (1991) per Atari ST, C64, Spectrum
- Judo Uchi Mata, ex Uchi Mata (1987) per Amstrad, C64, Spectrum
- Leapster (1988) per Atari 8-bit
- Liberator (1987) per C16
- Mad Flunky, ex Flunky (1988) per Amstrad, Atari ST, C64, Spectrum
- Meganova (1990) per C64, Spectrum
- Mineshaft (1985?) per BBC Micro, Electron
- Monkey Magic (1987) per Atari 8-bit
- Moon Cresta (1987) per Amstrad, C64, Spectrum
- Nomad of Time (1988) per C64
- Nosferatu the Vampyre (1987) per Amstrad, Spectrum
- Ocean Racer (1987) per Spectrum
- Oink! (1988) per C64, Spectrum
- Olympic Spectacular, ex Micro Olympics (1987) per BBC Micro, C64, Electron, Spectrum
- Pheenix (1986) per C16, Spectrum
- Popeye (1987) per Amstrad, C64, Spectrum
- Psycastria (1988) per BBC Micro, C64, Electron
- Rally Driver (1988) per Amstrad, C64, Spectrum
- Red Arrows (1987) per Amstrad, C64, Spectrum
- River Rescue (1987) per Atari 8-bit, Spectrum
- The Rocky Horror Show (1988) per Amstrad, Spectrum
- Rogue Trooper (1987) per C64, Spectrum
- Run for Gold (1987) per Amstrad, C64, Spectrum
- Saboteur (1987) per C16
- Seasurfer, ex Wind Surfer (1987) per Spectrum
- The Secret Diary of Adrian Mole (1987) per Spectrum
- She Vampires (1988?) per Amstrad, C64, Spectrum
- Skool Daze (1988) per C64, Spectrum
- Soccer (1987) per Atari 8-bit
- Soccer Boss, ex The Boss o Champions! (1987) per Amstrad, C16, C64, Electron, MSX, Spectrum
- Spitfire '40 (1990) per BBC Micro, Electron, Spectrum
- Splat! (1987) per Amstrad, C64, Spectrum
- Star Paws (1988) per Spectrum
- Strike Force Cobra (1987) per Amstrad, C64, Spectrum
- Strike Force Harrier (1989) per BBC Micro, Electron, Spectrum
- Through the Trap Door (1987) per C64, Spectrum
- Tower of Evil (1987) per C16, Spectrum
- The Train Game (1985) per Spectrum
- The Trap Door (1987) per Amstrad, Spectrum
- Turbo Bike, ex Turbo Girl (1990) per MSX, Spectrum
- U.S. Basket Master, ex Fernando Martín Basket Master (1988) per Spectrum
- Werewolf Simulator o Loogaroo (1988) per C64
- Wheelie (1988) per Spectrum
- Who Dares Wins II (1988) per Atari 8-bit, C16, MSX, Spectrum
- Winter Wally (1987) per Atari 8-bit
- Yeti (1990) per C64, Spectrum
- Yogi Bear (1988) per Amstrad, C64, Spectrum
- Zalaga (1989) clone di Galaga per BBC Micro, Electron
- Zoids (1992) per C64, Spectrum

#### Raccolte
- 4 Most Action, 4 Most Adventures, 4 Most Air Power, 4 Most Balls, Boots and Brains, 4 Most Big Hits, 4 Most Cute, 4 Most Fight and Fright, 4 Most Fun, 4 Most Horror, 4 Most Megaheroes, 4 Most Speedstunts, 4 Most Sport, 4 Most Super Sports, 4 Most Thrillers, 4 Most Toppers, 4 Most Warzone, 4 Most World Sports (1998-1992) per Amstrad, C64, Spectrum
- Arcade Extravaganza Disk 3 (1988) per Spectrum
- Cartoon Capers (1988) per Spectrum
- Classic Arcadia 1-3 (1988-1992) per Amstrad, C64, Spectrum
- Classic Arcadia & Baby Arcadia (1994) per Amiga
- The Ginormous Collection (1992?) per Amstrad, C64, Spectrum
- Kids Pack 1-2 (1992) per Amiga, Atari ST, C64, Spectrum
- Kids Rule OK! 1-2 (1993-1994) per Amiga, Atari ST, DOS
- Popeye: The Collection (1992) per Amstrad, Spectrum
- The Postman Pat Hit Collection (1993) per C64, Spectrum
- The Sci-Fi Collection (1994) per Amiga
- Shootacular Disk 2 (1988) per Spectrum
- Sportacular Disk 1 (1988) per Spectrum
- Starburst e Ice Attack (1987) per Spectrum
- Thomas The Tank Engine: The Collection (1994?) per Amiga
- The Trap Door e Through the Trap Door (1990) per Amstrad, C64, Spectrum
- Triple Decker 1-7 (1987-1988) per C16, C64, Spectrum
- Triple Decker 1-10 (1987-1989) per BBC Micro, Electron

Alcuni titoli originali, come Grebit (clone di Frogger per Amstrad, C64, Spectrum), Super Snake Simulator (C64) o Panzer Duel (C16), uscirono solo all'interno di raccolte.

#### Periodo più recente
Videogiochi pubblicati dopo il cambio di genere di fine anni '90 e la ripresa dell'attività videoludica nel 2003.
- Bin Weevils per mobile
- Boxing Combat per mobile
- Bug-n-Out (2016) per PC
- Casino Inc. riedizione per PC
- The Copper Canyon Dixie Dash per Nintendo Switch
- Don Bradman Cricket 17 per PlayStation 4 e Xbox One
- Football Director 2019 (2018) per PC
- Fragile Allegiance (2015) riedizione per PC
- Hogs of War riedizione per PC
- Jonah Lomu Rugby Challenge per PlayStation 3, Xbox 360
- Lords of Football per PC
- Lunch A Palooza (2020) per PC
- Marble Combat (2019) per PC
- MMA Team Manager (2019) per PC
- MOP: Operation Cleanup (2016) per PC
- National Rugby Manager (2018) per PC
- National Rugby Manager: European Rugby Pack (2018) per PC
- National Rugby Manager: Southern Hemisphere Rugby Pack (2018) per PC
- Phar Lap: Horse Racing Challenge per PlayStation 4 e Xbox One
- PSA World Tour Squash per Wii
- Rugby Challenge 2 per PlayStation 3
- Rugby Challenge 3 per PlayStation 4 e Xbox One
- Rugby Champions (2019) per PC
- Rugby League (2003) con Tru Blu Entertainment, per PlayStation 2 e Xbox
- Rugby League 2 per PlayStation 2
- Rugby League 3 per Wii
- Rugby League Challenge per PSP
- Rugby League Live per Xbox 360
- Rugby League Live 2 per PlayStation 3 e Xbox 360
- Rugby League Live 3 per PlayStation 4 e Xbox One
- Rugby League Live 4 per PlayStation 4 e Xbox One
- Rugby League Team Manager 2015 (2015) per PC
- Rugby League Team Manager 2018 (2018) per PC
- Rugby League Team Manager 2018: Season 2018 Update (2018) per PC
- Rugby League Team Manager 3 (2020) per PC
- Rugby Union Team Manager 2015 (2014) per PC
- Rugby Union Team Manager 2017 (2016) per PC
- Rugby Union Team Manager 2017: Season 2017/18 Update (2017) per PC
- Rugby Union Team Manager 2017: Season 2018/19 Update (2019) per PC
- Rugby Union Team Manager 3 (2020) per PC
- Profane (2019) per PC e Nintendo Switch
- Skilly Ball per mobile
- Skool Daze Reskooled (2018) per PC e mobile

### Again Again
L'etichetta Again Again era per i titoli a prezzo pieno e, a parte le raccolte, si tratta di originali.
- Australian Rules Football (1989) per Amstrad, C64, Spectrum
- The Bumper Quad Pack (1990?) raccolta per Amiga e Atari ST
- Gilbert: Escape from Drill (1989) per Amiga, Amstrad, Atari ST, C64, MSX, Spectrum
- The Munsters (1989) per Amiga, Amstrad, Atari ST, C64, DOS, MSX, Spectrum
- Operation Hormuz (1989) per Amstrad, Atari ST, C64, DOS, Spectrum
- Spitfire '40 e Strike Force Harrier (1992) raccolta per Amstrad, Spectrum
- Track Suit Manager o Tracksuit Manager (1989) per Amiga, Atari ST

### Summit
L'etichetta Summit era usata di solito per i titoli a prezzo poco più elevato (da £2,99 in su, contro le £1,99 della Alternative nei primi anni).

#### Originali
- 1999 (1987) per Spectrum
- Art Master (1987) software di utilità per Spectrum
- Cannibals from Outer Space (1987) per Spectrum
- Galactic Warrior Rats (1992) per Amiga, DOS
- Gateway to Hell (1987) per Spectrum
- Gladiators (1993) per C64
- International Golf (1995) per Amiga, DOS
- Soccer Team Manager (1994) per Amiga, DOS
- Up for Grabs (1988) per Amstrad, Spectrum
- World Cup: All Time Greats (1994) per Amiga

#### Riedizioni
- 19 Part One: Boot Camp (1990) per C64, Spectrum
- Academy (1988) per Spectrum
- ACE 2088 (1991) per C64, Spectrum
- Army Moves (1990) per C64, MSX, Spectrum
- Battlecars (1988) per Spectrum
- Bismarck (1992) per C64
- Contact Sam Cruise (1988) per Spectrum
- Corporation (1990) per C64
- Crossbow: The Legend of William Tell (1991) per Amiga, Atari ST
- D-Day (1987?) per Spectrum
- The Double (1988) per Spectrum
- Fallen Angel (1991) per Amiga, Atari ST, Spectrum
- Frightmare (1988) per Spectrum
- Game Over (1990) per C64, MSX, Spectrum
- Game Over II (1991) per C64, MSX
- Hijack (1990) per Spectrum
- The Last Commando (1992) per MSX, Spectrum
- The Last Ninja (1991) per C64
- Mini Office (1987?) software di utilità per Spectrum
- Pegasus Bridge (1992) per Amstrad, C64
- Rescue from Atlantis (1992) per Amstrad, MSX, Spectrum
- Steigar (1992) per Atari ST, C64
- Swords & Sorcery (1987?) per Spectrum
- Target (1989) per Spectrum
- Theatre Europe (1987?) per Amstrad, Spectrum
- Triple Games Pack 1-2 raccolte per Electron

### Friendly Learning
Linea di titoli educativi originali.
- Playdays (1992) per Amiga, C64, Spectrum
- Sooty's Fun with Numbers (1990) per Amiga, Amstrad, Atari ST, BBC Micro, C64, Electron, Spectrum
- Thomas the Tank Engine's Fun with Words (1990) per Amstrad, C64, Spectrum

### React
Con l'etichetta React sembra che vennero pubblicate solo poche riedizioni di giochi della Martech.
- Nigel Mansell's Grand Prix (1988) per Amiga, Atari ST, Spectrum
- Samantha Fox Strip Poker (1988?) per Spectrum
- Tarzan (1988?) per Spectrum
- Vixen (1988) per Spectrum

### Winner
L'etichetta Winner venne usata per alcune riedizioni.
- Captain S, ex Capitán Sevilla (1991) per Amstrad, MSX, Spectrum
- Championship Basketball: Two on Two o GBA Basketball, ex GBA Championship Basketball: Two-on-Two (1990) per Amstrad, C64, Spectrum
- Dandy (1989) per C64, Spectrum
- GeeBee Air Rally (1989?) per Spectrum
- Hellfire Attack (1989?) per Spectrum
- The Real Stunt Experts (1989) per C16
- Spindizzy (1989) per Atari 8-bit, C64, Spectrum
- Rex (1989?) per Spectrum
- W.A.R. (1989) per C64, Spectrum